# Uahkaré Heti
Uahkaré Heti (III. Heti) az ókori Egyiptom egyik uralkodója volt az első átmeneti korban. A IX. vagy a X. dinasztiához tartozott.

## Személyazonossága
Uahkaré Heti kiléte vitatott. Egyes tudósok, pl. Jürgen von Beckerath szerint a IX. dinasztia alapítója, mások, pl. William C. Hayes és Nicolas Grimal azonban az ezt követő X. dinasztiába sorolják.

### IX. dinasztia
Amennyiben Uahkaré Heti a IX. dinasztia alapítója volt, úgy azonos lehet a Manethón által az Akhtoész hellenizált néven említett uralkodóval. Manethón szerint „ezen királyok közül az első, Akhtoész kegyetlenebb volt elődeinél, és sok sirámot okozott egész Egyiptom népének, utána azonban őrültség sújtotta, majd megölte egy krokodil.”
Amennyiben ez a feltevés helyes, úgy Heti Hut-Neni-Niszu (Hérakleopolisz Magna) kormányzója volt, aki kihasználta a VIII. dinasztia memphiszi székhelyű uralkodóinak gyengeségét, és i. e. 2150 körül magához ragadta a hatalmat Közép- és Alsó-Egyiptomban. Ezt a feltevést alátámasztja, hogy a korabeli feliratok az északi, hérakleopoliszi központú királyságra „Heti háza”-ként hivatkoznak, bár ez csak annyit bizonyít, hogy a dinasztia alapítóját Hetinek hívták, azt nem, hogy a Heti nevű királyok közül épp Uahkaré volt az.
Amennyiben ehhez a dinasztiához tartozott, úgy elődje Kakauré Ibi vagy Uadzskaré volt, utóda ismeretlen.

### X. dinasztia
A legtöbb tudós úgy tartja, Uahkaré Heti a X. dinasztia uralkodója volt, azonos azzal a Hetivel, aki a híres Merikaré intelmei állítólagos szerzője, így uralkodását VIII. Noferkaré és Merikaré uralkodása közé helyezik. A kronológiának ebben a változatában Uahkaré az utolsó hérakleopoliszi uralkodó, aki a Heti nevet viseli, a IX. dinasztiát alapító kegyetlen Akhtoészt Meriibré Hetivel azonosítják, a „Heti háza” pedig szintén őrá vonatkozik.
A Merikaré intelmeiből tudni, hogy Heti szövetséget kötött Alsó-Egyiptom nomoszkormányzóival, és sikerült kiűznie a nomád ázsiaiakat, akik nemzedékek óta garázdálkodtak a Nílus-deltában. Ezek a kormányzók, bár elismerték Uahkaré fennhatóságát, tőle többé-kevésbé függetlenül uralkodtak. Az ázsiaiak kiűzése lehetővé tette új települések és új erődök alapítását az északkeleti határon, valamint a kereskedelmi kapcsolatok felújítását a levantei partokkal. Uahkaré azonban figyelmeztette Merikarét, hogy ne hanyagolja el ezeknek a határoknak a védelmét, mert az ázsiaiak még mindig veszélyt jelentenek.
Délen Uahkaré és a hozzá hűséges aszjúti kormányzó, Tefibi visszafoglalta Thinisz városát, melyet korábban a thébai uralkodócsaládhoz tartozó II. Antef elfoglalt; a hérakleopoliszi csapatok azonban kifosztották Thinisz szent nekropoliszát – erről maga Uahkaré számol be nagy szomorúsággal –, a thébaiak erre azonnal reagáltak és visszafoglalták a thiniszi nomoszt. Uahkaré Heti ezután felhagyott a háborúzással, és igyekezett békében együtt élni a déli királysággal. A béke utóda, Merikaré alatt is fennmaradt. Uahkaré hosszú ideig, körülbelül ötven évig uralkodott.

## Említései
Uahkarénak korabeli említése nem maradt fenn. Kártusai megjelennek egy, a XII. dinasztia idején készült koporsón, melyen a Koporsószövegek is olvashatóak; a koporsó egy Nefri nevű háznagy számára készült, Deir el-Bersában találták, és jelenleg a kairói Egyiptomi Múzeumban található (katalógusszám: CG 28088). Uahkaré Heti nevét a koporsón egy helyen Nefri neve helyére vésték, de nem tudni, hogy a szöveg eredetileg a király számára készült, vagy később másolták le egy korábbi forrásból. Heti neve talán szerepel a torinói királylistán is.

## Fordítás
- Ez a szócikk részben vagy egészben  a   Wahkare Khety című angol Wikipédia-szócikk ezen változatának fordításán alapul.  Az eredeti cikk szerkesztőit annak laptörténete sorolja fel. Ez a jelzés csupán a megfogalmazás eredetét és a szerzői jogokat jelzi, nem szolgál a cikkben szereplő információk forrásmegjelöléseként.